# Sgraffito

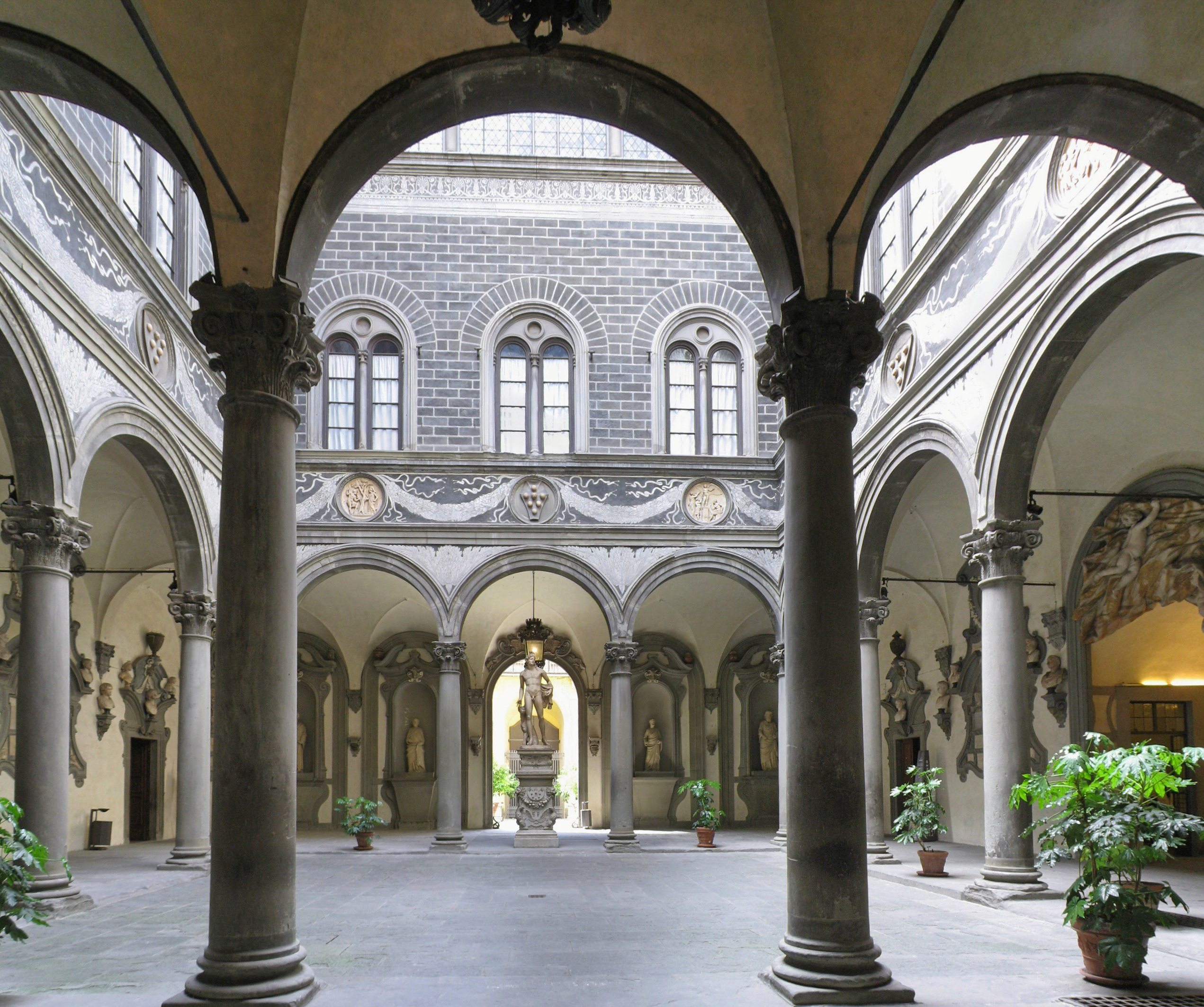
Maso di Bartolomeo, decorazioni a sgraffito nel cortile del Palazzo Medici, Firenze, 1452

Con il termine sgraffito (plurale: sgraffiti, a volte anche scraffito)  si indicano tecniche decorative applicate su intonaco, vetro, ceramica e fondi dorati, che consistono nell'incidere o grattare motivi ornamentali. Il termine è comunemente utilizzato soprattutto per le decorazioni, solitamente bicolori, delle pareti esterne degli edifici. A tal fine, gli ornamenti vengono incisi sulla superficie imbiancata a calce di un intonaco colorato, in modo da creare sia un contrasto strutturale (liscio/ruvido) che cromatico (spesso bianco/grigio). Dal XIX secolo esistono anche decorazioni sgraffito multicolori.
La tecnica necessaria è relativamente semplice, essendo le procedure richieste le stesse della pittura ad affresco.

## Etimologia
Sgraffito e sgraffiti derivano dalla variante espressiva sgraffiare del verbo graffiare, probabilmente proveniente dal longobardo krapfo "uncino". Diverso dal greco γράφειν (gráphein) "scrivere". A cui può essere correlato invece l'assonante graffito.

## Sgraffito come decorazione murale
Le prime decorazioni murali realizzate con la tecnica dello sgraffito in Europa risalgono probabilmente alla Spagna almohade e dal 1300 circa questa tecnica viene utilizzata a Firenze. Qui, solo nel XIV e XV secolo, sono conservate o documentate 34 decorazioni su palazzi patrizi, edifici pubblici e chiese. Tra gli esempi più importanti figurano un'ala del complesso monastico di Santa Maria Novella (1340 circa, conservata in parte), la facciata del Palazzo Dietisalvi Neroni (1450 circa, restaurata), i cortili interni del Palazzo Medici (1452, restaurato) e del Palazzo della Signoria (tra il 1460 e il 1466, distrutto ad eccezione di pochi resti), la facciata del Palazzo dell'Arte della Seta (1470, sostituita da una ricostruzione) e le facciate e i cortili interni dei palazzi delle famiglie Da Uzzano (ca. 1415-1420), Strozzi (circa 1451-1455, distrutto), Capponi (circa 1470) e Spinelli (inizio anni 1460).

A partire dalla metà del XV secolo, le decorazioni fiorentine divennero un modello per la decorazione murale nell'Italia centrale e settentrionale; un patrimonio particolarmente ricco di facciate conservate e documentate si trova a Roma e nella città papale di Pienza. Fanno eccezione le decorazioni a graffito all'interno di edifici a Milano, come ad esempio nel coro della chiesa di Santa Maria delle Grazie del 1492/1493.

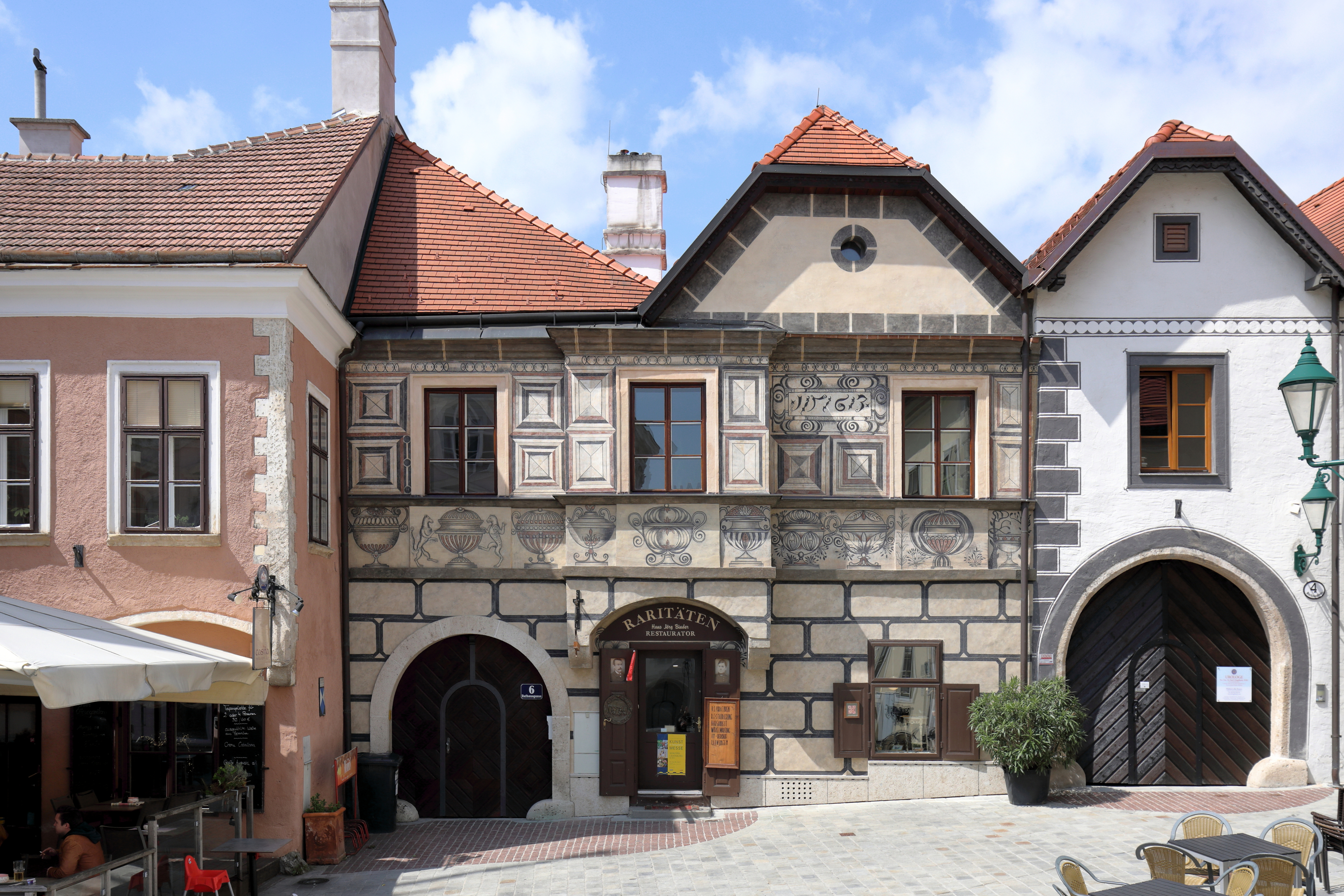
Facciata rinascimentale decorata a sgraffito a Mödling, Austria, Cinquecento

Fine del XV secolo la tecnica fu portata in Boemia: Il primo esempio documentato sembra essere la decorazione della sala del Ladislao II nel Castello di Praga, risalente al 1498. Nei paesi del nord la tecnica è principalmente usata in Boemia, Silesia, Sassonia, Austria e Baviera. In combinazione con la decorazione ornamentale, queste tecniche davano un'alternativa alla pitturazione dei muri.

Alcuni sgraffiti, esempi di semplice arte locale, possono essere trovati in Assia ("Hessischer Kratzputz"), nella zona della Wetterau e nei dintorni di Marburgo. 

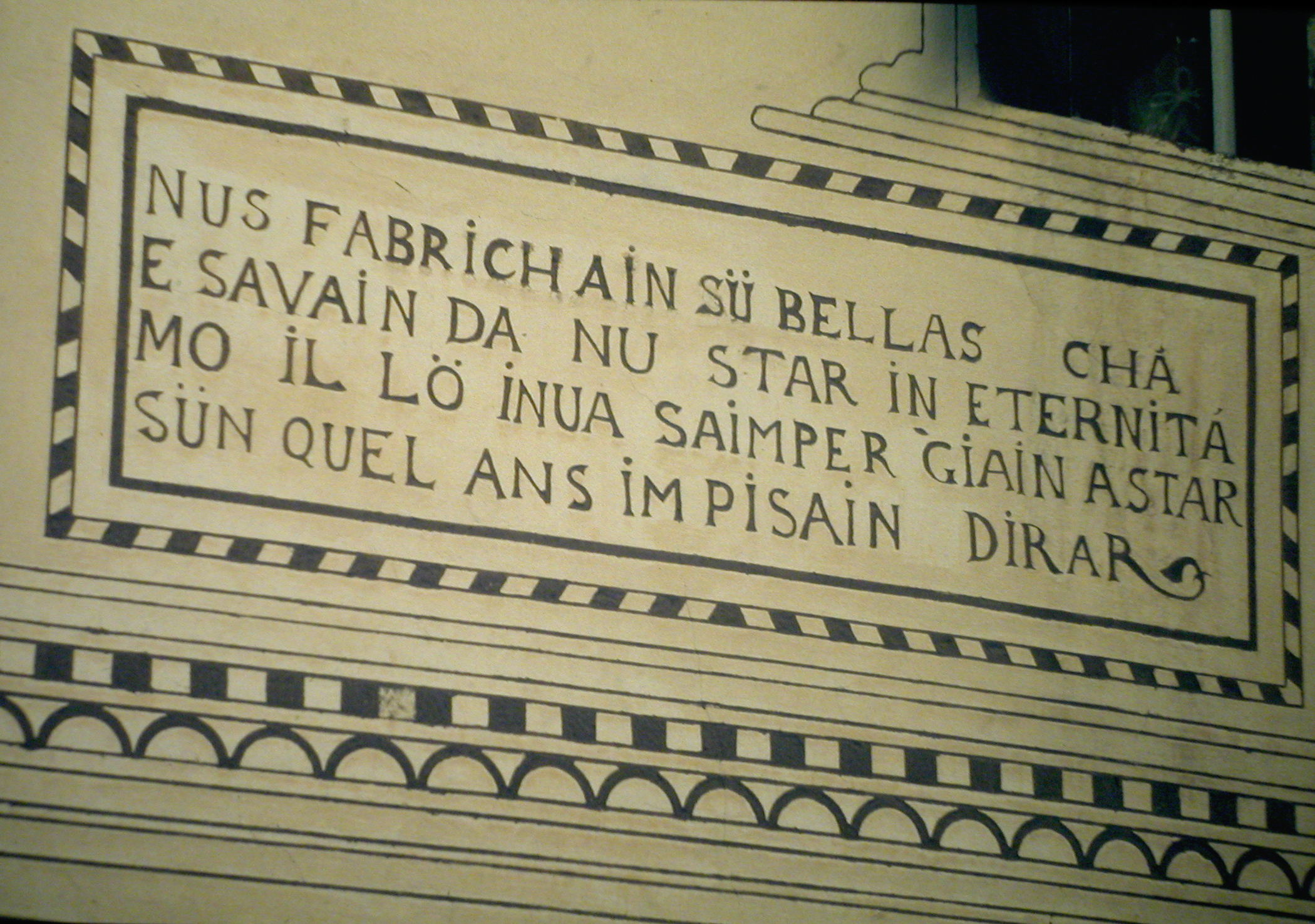
Sgraffito sulla parete di una casa a Guarda, in Engadina.

Lo sgraffito fu adottato all'inizio del XX secolo, anche in Catalogna, dagli architetti neoclassici del Noucentisme divenntando una tecnica ricorrente nella decorazione delle facciate. Precedentemente in Spagna erano già presenti delle decorazioni a sgraffito ma gli esperti esitano ancora a definirne l'origine, se era una moda importata dall'Italia o se si erano sviluppati in modo autonomo.

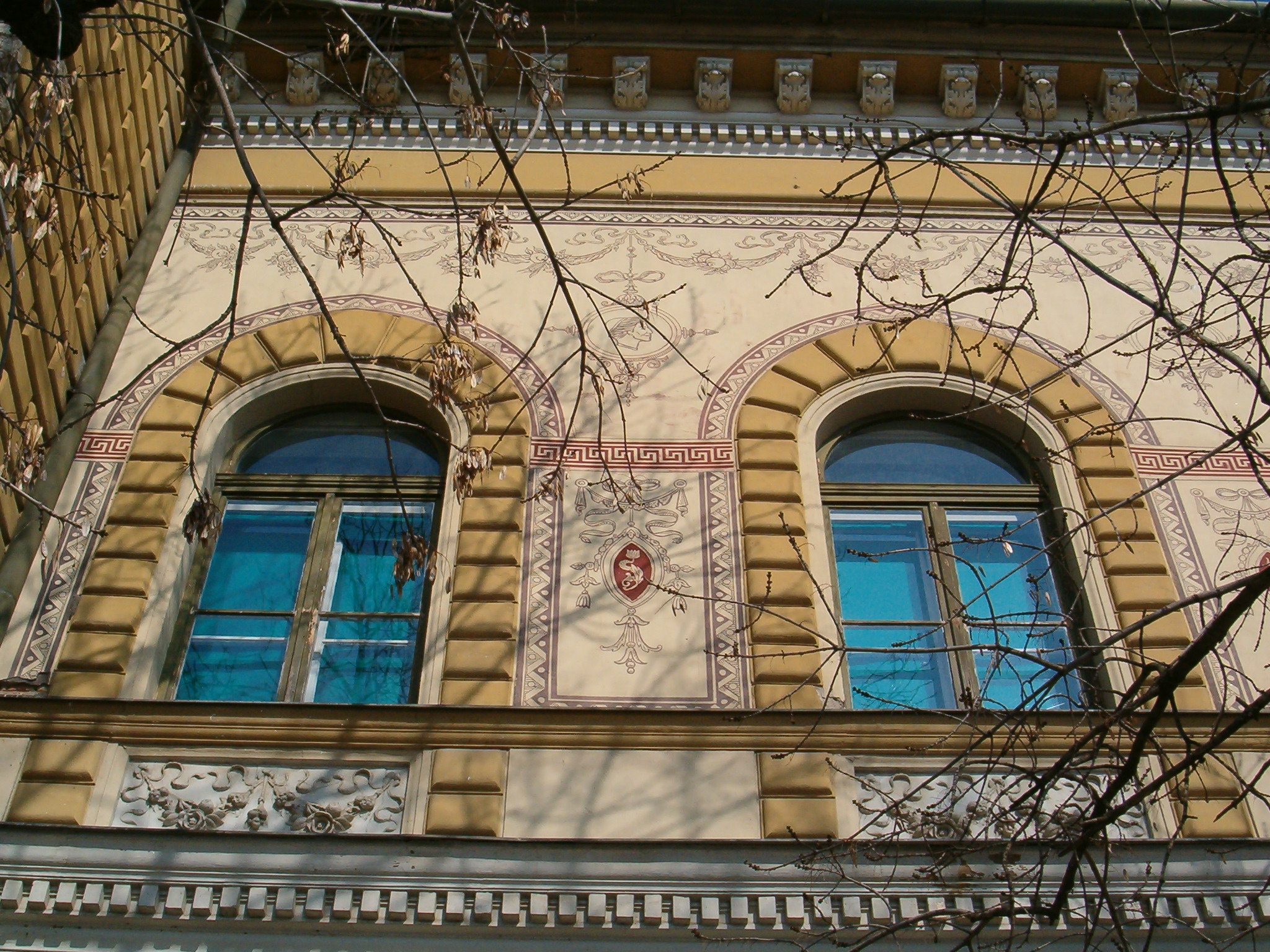
Finestre decorate a sgraffito a Zrenjanin, in Serbia, Novecento

## Novecento e Art Nouveau

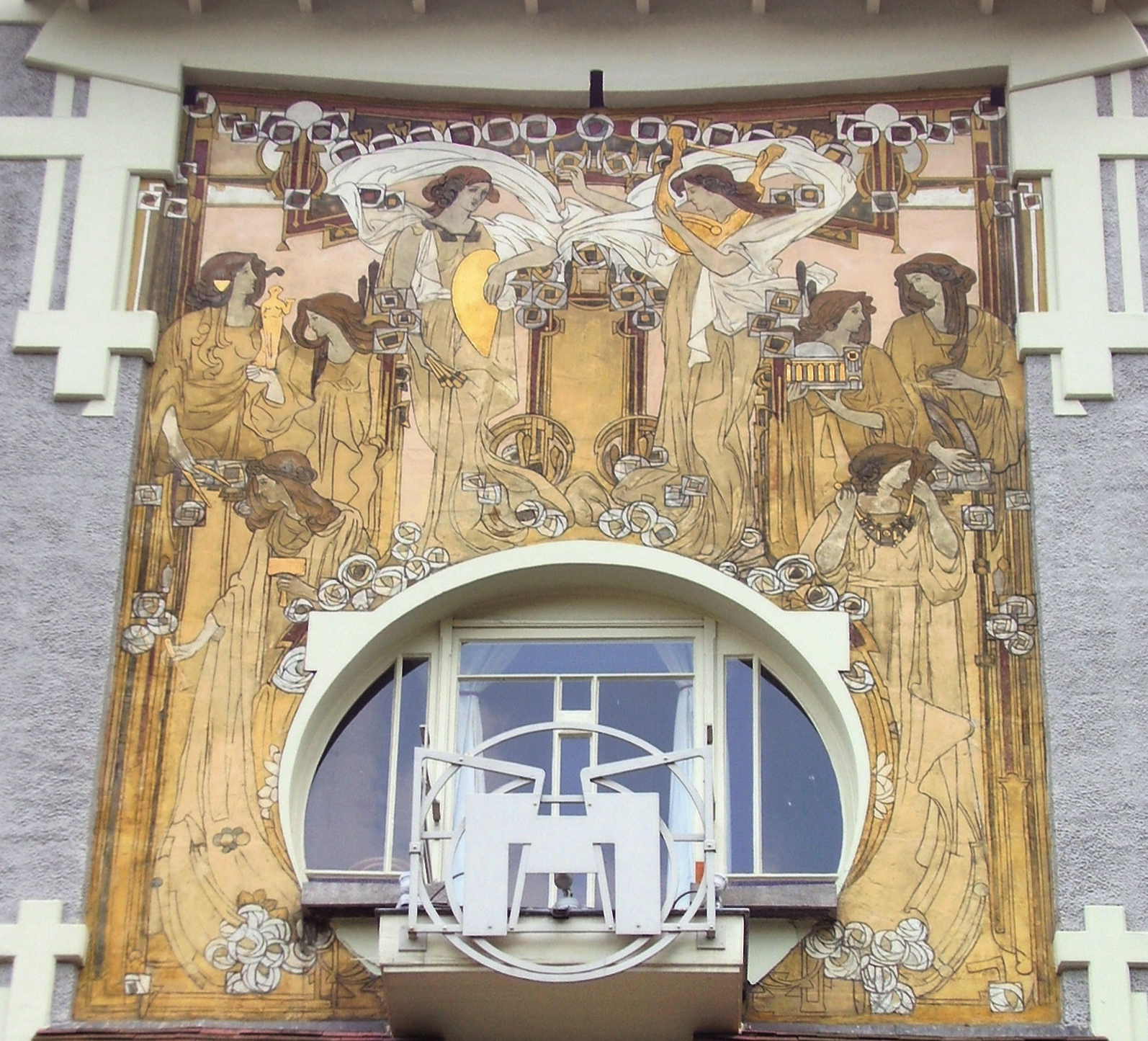
La casa Cauchie, Bruxelles, 1905

Poco prima della metà del XIX secolo, l'architetto Gottfried Semper riprese per la prima volta la tecnica dello sgraffito e fece realizzare decorazioni in questo stile sul suo primo Teatro di Corte di Dresda (che andò presto distrutto da un incendio), sulla casa di suo fratello ad Amburgo e sul Politecnico dell'ETH di Zurigo. Contrariamente alle assicurazioni di Semper, tuttavia, la loro durata non fu molto lunga.
Anche altre città europee come Bruxelles, Barcellona, Varsavia o Praga sono ricche di edifici con decorazioni a graffito risalenti al periodo tra il 1890 e il 1910. La Maison Cauchie (1905) presenta diverse pareti interne con decorazioni a graffito. Una particolarità è la tradizione dello sgraffito, praticata esclusivamente sull'isola greca di Chio, nei villaggi della Mastichochória.

La moda dei lavori grafici sulle facciate ebbe una ripresa dal 1890 circa fin verso il 1915, nel contesto dell'affermazione del movimento Arts and Crafts, della Secessione viennese e soprattutto del movimento Art Nouveau in Belgio ed in Francia.

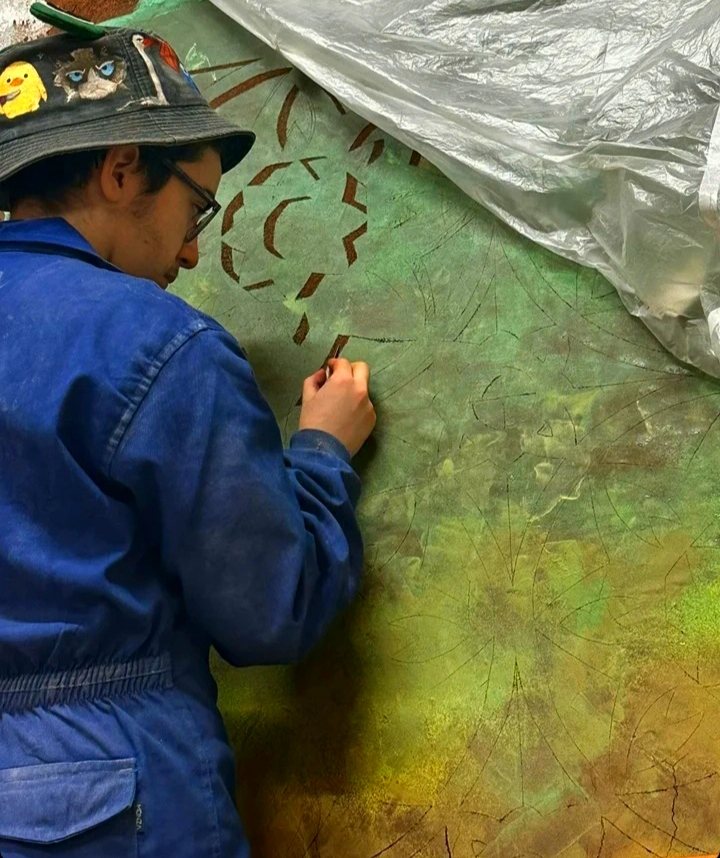
L'artista di Pedraza Teresa Álvaro Mogrovejo realizza un murale di graffiti presso la Scuola d'Arte e Design Casa de los Picos di Segovia

L'artista inglese Heywood Sumner è stato identificato come il pioniere di quest'era per la tecnica dello sgraffito; un esempio è il suo lavoro alla St. Mary's Church (1892) a Sunbury, nel Surrey. La tecnica di lavoro di Sumner era autentico sgraffito, cioè intonaco graffiato, ma questo termine è venuto ad indicare tutta una varietà di tecniche per produrre decorazioni grafiche da esterno.
Altri esempi sono:
- i pannelli in ceramica della Grande Maison de Blanc, Bruxelles, architetto Oscar François, artista Henry Privat-Livemont, 1896-1897;
- Hôtel Ciamberlani, Bruxelles, architetto Paul Hankar, 1897;
- Timpano piastrellato Principessa dei Sogni ed altri lavori, Hotel Metropol' (Mosca), architetto William Walcot, artista Mikhail Vrubel, 1899-1907;
- Maison Cauchie, Bruxelles, architetto Paul Cauchie, 1905;
- Timpano in ceramica Omaggio a Praga del Municipio della Città Vecchia di Praga, architetto Osvald Polívka, artista Karel Špillar, 1905-1912;
- L'Apocalisse di San Giovanni di Adam Kossowski, nella Cappellania di St. Benet, Queen Mary, Università di Londra, 1964.

Recentemente c'è stata una ripresa dell'interesse verso questa antica tecnica, che può essere introdotta in varie forme artistiche come efficiente mezzo espressivo.

## Altri tipi di sgraffito
Lo sgraffito può anche essere visto come una tecnica di pittura semplificata: uno strato di pittura viene lasciato ad asciugare su una tela o su un foglio di carta. Un altro strato di un diverso colore è quindi applicato sul primo strato. A questo punto, l'artista usa una spatola o un altro attrezzo appuntito per graffiare o incidere un disegno, ricavando così un'immagine del colore del primo strato di pittura. Ciò può anche essere ottenuto usando pastelli ad olio per il primo strato, ed inchiostro nero per quello superiore. A volte il primo strato di pittura non viene steso e lo strato superiore, asportato mentre è ancora umido, rivela la tela sottostante (ciò non può essere ottenuto usando la tecnica dei pastelli ad olio). Questa procedura è spesso usata nelle scuole d'arte per insegnare la tecnica dello sgraffito agli studenti.